# Benet Morató i Maynou
Benet Morató i Maynou (Granollers, 3 de juliol de 1891 - Madrid, 26 de juliol de 1958) fou un músic català, director d'orquestra de cambra i simfònica, compositor de sardanes i sarsueles, i pedagog.

## Biografia
Als 14 anys, començà a estudiar música a l'Acadèmia d'Enric Granados a Barcelona, fins que hi acabà la carrera de piano. Posteriorment, estudià harmonia, composició i orquestració, i a París tingué pel mestratge de Vincent d'Indy. Proposat pel mestre Granados, dirigí diverses representacions de l'obra Goyescas als Estats Units, i creà una orquestra dedicada únicament a interpretar música espanyola, sobretot a l'Amèrica del Nord. L'any 1917 fou nomenat director del Conservatori de Música de Vic i dirigí, també, l'Orfeó Vigatà i l'Orquestra de Cambra del Conservatori (on hi tocà un jove Segimon Claveria). A la seva estada vigatana col·laborà amb la Revista de Vich.
A partir del 1922 establert a Madrid, el 1924 Morató va ser nomenat director musical del Teatro Calderón, i també dirigí la Junta Nacional de Música, l'orquestra del Teatro Albéniz i la de la companyia de revista del Teatro Alcázar.
Fou autor de diverses sarsueles, d'una vintena de sardanes i d'un cert nombre de ballables; el seu fons es conserva a la Biblioteca Nacional d'Espanya. Com a homenatge al músic i compositor, Granollers li dedicà un cèntric carrer, en recordança.

## Obres
Selecció

### Música per a l'escena
- Añoranzas, amb llibret de Fernández Sevilla i Carreño, estrenada el 13 de juny del 1929
- Canción de siega, sarsuela en un acte, amb llibret de Francisco Prada Blasco i Luis Calvo, estrenada el 1931 per la companyia de Marcos Redondo al Teatre Novedades (Barcelona)
- El cant del pirata, sarsuela en un acte (1912), lletra de Jaume Serra, estrenada per l'orquestra "La Moderna" al Casino de Granollers el 5.10.1912
- Los chalanes, entremés sevillano (1929), amb llibret de Luis Fernández de Sevilla i Anselmo C. Carreño
- La emboscada, estrenada al Teatro Avenida de Buenos Aires
- La guardia imperial (1929), sarsuela en dos actes amb llibret de Manuel González de Lara i Hermenegildo de Bonis Ybáñez
- Guzlares, sarsuela en dos actes amb lletra de Fernández Sevilla i Carreño, estrenada al Teatro de la Zarzuela de Madrid (09/11/1928)[6]
- Los leones (1931), sarsuela en dos actes i set quadres, amb llibret d'Antonio Ramos Martín i Emilio Ferraza Revenga
- Muñecos de teatro (1941), amb llibret d'Agustín Embuena i Guillermo Ordeñana, estrenada a les "Galas Infantiles" del Teatro Fontalba el 9.10.1941
- «La noche ya se acerca. Ópera en dos actos y tres cuadros».
- Somni d'amor, òpera en un acte (1905), amb llibret d'Emili Botey Pallarès
- Sucedió en Oriente, opereta en dos actos, llibret i música de Benet Morató
- Tempestades del alma, zarzuela en un acto y cuatro cuadros, amb llibret d'Enric Margarit Fàbrega
- «Un dardo al mar, ópera de cámara en un acto».
- «La venus del Lido, opereta en tres actos y cuatro cuadros», (1930).

### Sardanes
- La campana de la llegenda (1911)
- Conte de fades (1914), versió per a banda
- La nit de Nadal (1917), premiada als Jocs Florals
- «La rondalla d'un pastor, per a veus mixtes i orquestra», (1919).
- Les espigolaires i l'ocellet (1920), sardana vocal per a 6 veus mixtes
- L'estudiant de Vic (1922)
- Com vares tururururú (1923)
- La Font del Desmai (1924)
- L'aplec de les bruixes (1933)
- «Les encantades de Vall-de-ros, sardana a 5 veus mixtes».
- Enyorança (1949)
- Contrapunt (1950)
- El cant del cucut (1950)
- L'aplec de tardor (1950)
- Maria Lluïsa (1950)[7]

### Altres obres
- «Adieu á la Patrie, pour violon 1er, violon 2er, violoncelle, bajo y pianoforte», (1909).
- Ausencia eterna (1941), marxa fúnebre dedicada a Josep Serrano
- El bruixot de l'Aràbia (1947)[8]
- En un carmen gitano: scherzo-danza, op. 106
- «Dansa musulmana, op. 22, per a orquestra», (1918).
- Himne a la primavera, per a chors i orguestra (1918, amb lletra de Jaume Collell
- «Idil-li trágic, petit poema per a orquestra de corda», (1914).
- Impromptu, o Danza de los celos, op. 79
- Juny, poema per a chor, orquestra y solos (1923), amb lletra de Morató i de Ramon Torres
- «La màscara de la mort roja, poema simfònic», (1922).
- «El Miserere, poema informe a gran orquestra, chor de veus mixtes i orquestra», (1916). Sobre el text homònim de Gustavo Adolfo Bécquer
- «La muraille de Troie, poéme symphonique», (1956).
- «Pontifical, marxa per a orquestra», (1919).
- Plor (1910), marxa fúnebre per a piano
- Romances de otoño (1946)[9]
- El ruc entremaliat (1947)[8]
- Sonata per a piano i violí, op. 7, premiada a Berlín (1931)
- «Una matinada, cantava..., trío per a violi, cello i piano», (1917).
- Cançons: Amorosa (1913, amb lletra de Sebastià Farnés; La farigoleta (1917, lletra de Jacint Verdaguer); Los hijos de Don Juan (lletra de Guillermo Hernández Mir[8]); Juan Pirata (1931, lletra de Justo Rocha[8]); «La molinera, popular per a sis veus mixtes».; Noite de lua (lletra de Manuel Roel Longueira[8]); Posta de sol (1913, lletra de Jaume Serra); Ressó d'un amor (1918, lletra de Felip Graugés[8]); Siau nostre escut, càntic a la Verge (1917, amb lletra de Jacint Verdaguer); El vailet (1913, amb lletra de Jaume Serra);
- Música de ball: Alegroia, masurka (1909); Ay, la peque, schotis (lletra de Catalina Vivas Rollán); El botones de Perico (lletra de Ramón Peña Ruiz); ¡Dalí!...schotis (1952, lletra de Ramón Peña); Ensueño (lletra de Manuel Fernández Palomero); El más pintao, pasodoble (1933); Mi pañuelo bordado, schotis (lletra de Catalina Vivas); Retorn a la pàtria, marxa pasdoble (1914); Tresor d'amor, vals Boston (1909)[8]